# Ceutorhynchinae

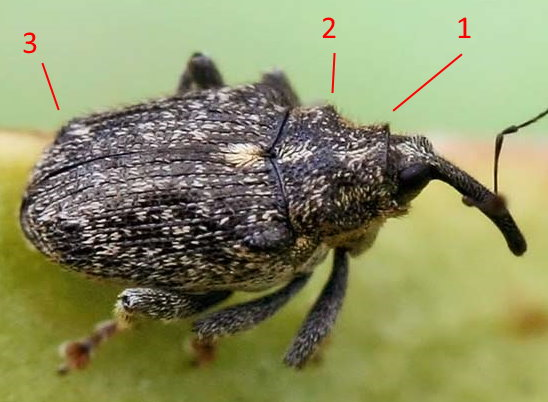
Ceutorhynchus sp.
1: aufgebogener Halsschildvorderrand
2: Seitenhöcker des Halsschilds
3: Präapikaler Höckerkamm der Flügeldecken

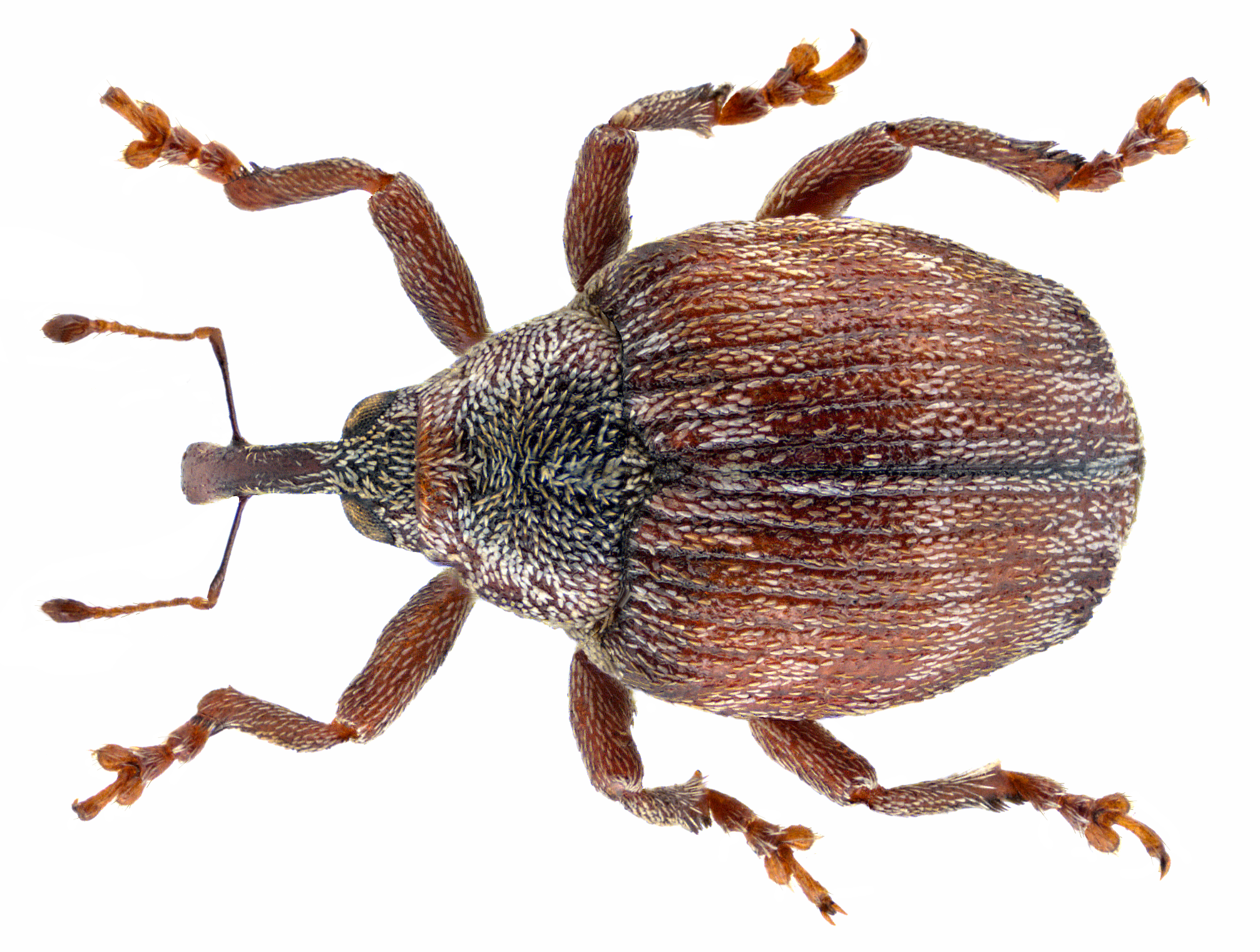
Coeliodes ruber

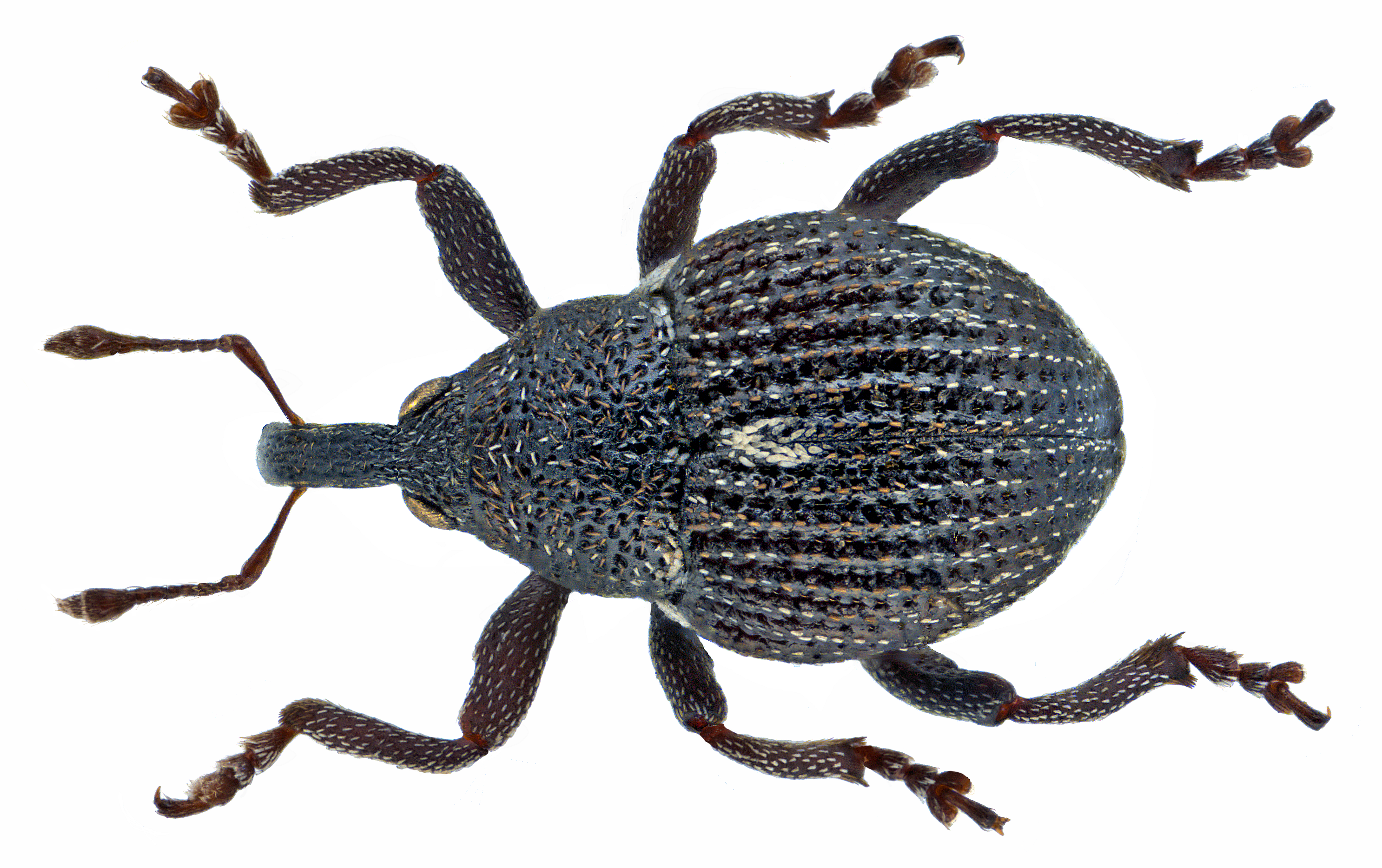
Rutidosoma globulus

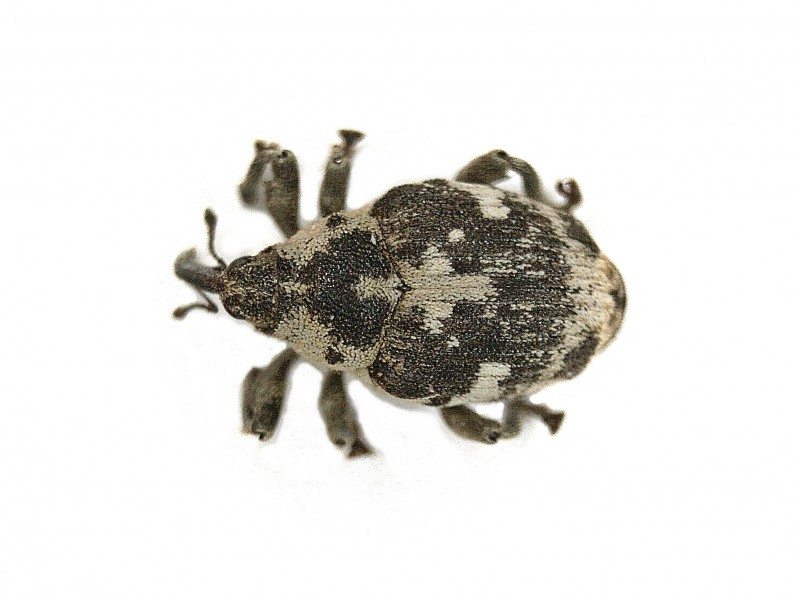
Hadroplontus litura

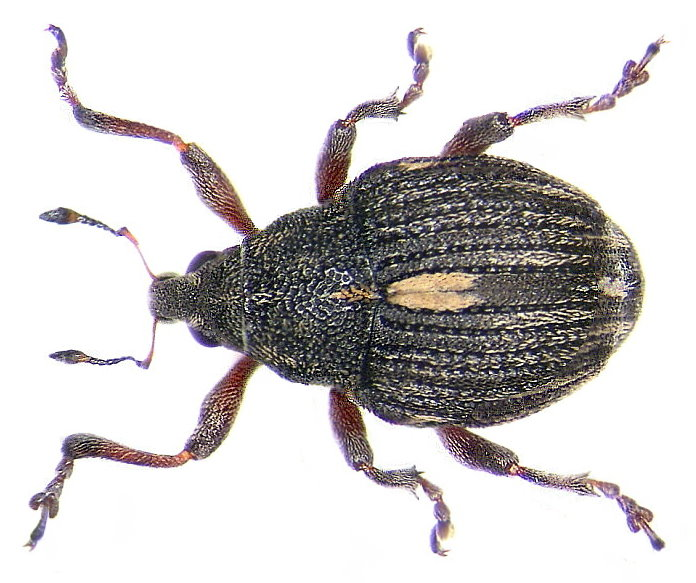
Rhinoncus pericarpius

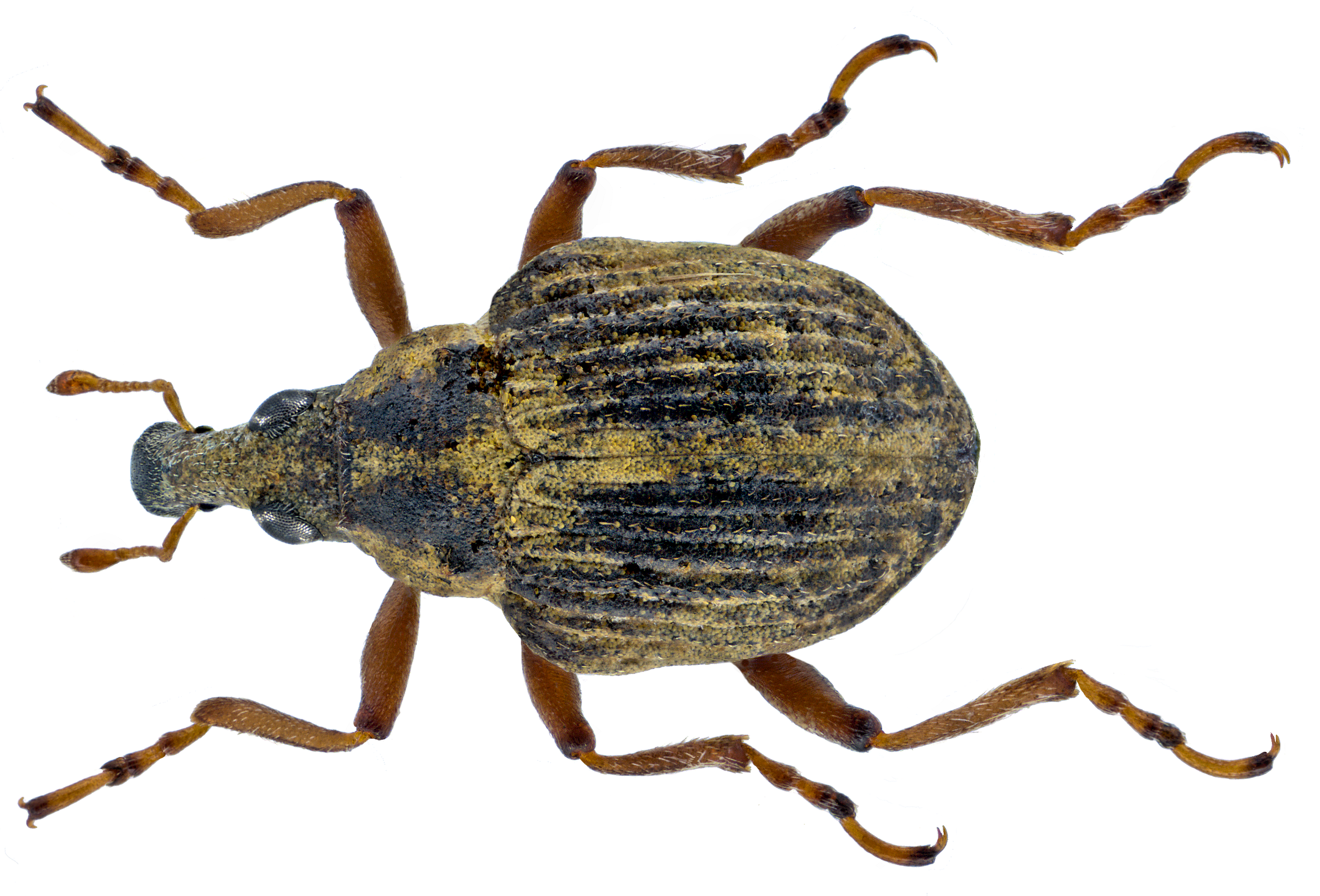
Eubrychius velutus

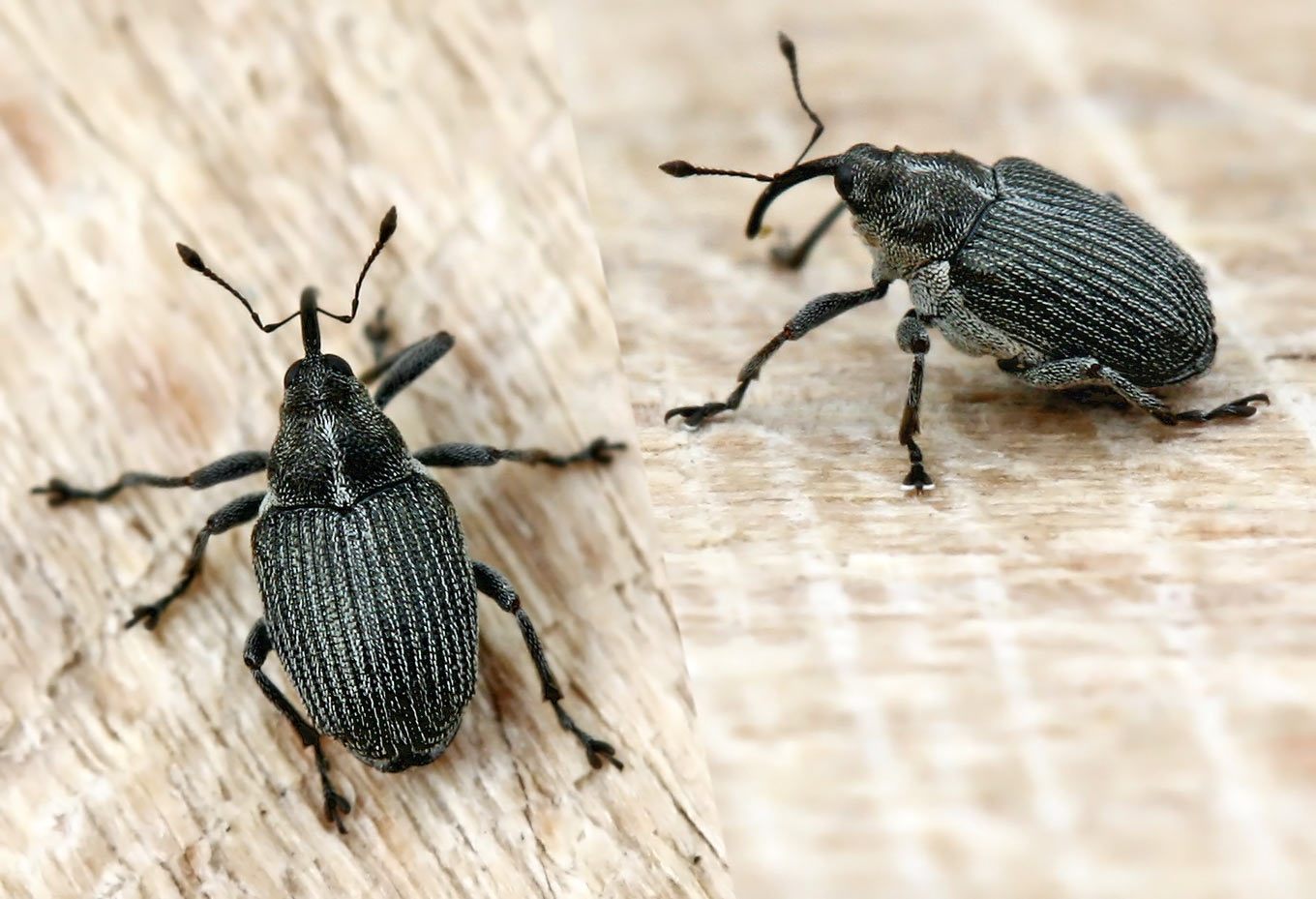
Ceutorhynchus assimilis

Die Unterfamilie Ceutorhynchinae bzw. je nach Autor der Übertribus Ceutorhynchitae oder der Tribus Ceutorhynchini ist eine Gruppe von Rüsselkäfern. Sie enthält deutlich mehr als 1000 Arten in ca. 130 Gattungen. Die relativ kleinen Tiere ernähren sich sowohl als Larven als auch als Imagines von Pflanzen. In der Gruppe befinden sich zahlreiche Wirtschaftsschädlinge. Andere Arten sind aber auch zur Bekämpfung von invasiven Neophyten in andere Länder absichtlich eingeführt worden.
Da sich die neuere Sichtweise der Unterfamilie als Teil von anderen Unterfamilien noch nicht durchgesetzt hat, wird in diesem Artikel weiterhin von der Unterfamilie Ceutorhynchinae die Rede sein.

## Merkmale
Wegen der großen Artenfülle gibt es kaum ein Merkmal, welches auf alle Vertreter uneingeschränkt zutrifft. Dennoch sind die Arten der Unterfamilie insgesamt recht homogen gebaut.
Es handelt sich um durchweg kleine Arten, meist mit einer Länge von 2,0 bis 3,5 mm, seltener auch darunter oder darüber. Die größten Arten werden ca. 6 mm lang. Der Körper ist fast immer gedrungen gebaut und kurzoval.
Der Halsschild ist fast stets von hinten nach vorne verjüngt. Ein typisches und ausschließliches Merkmal vieler Ceutorhynchinae ist die aufgebogene, „kragenförmige“ Halsschildvorderkante, die im Profil gut zu erkennen ist, und oft in der Mitte eine kleine Einkerbung besitzt. Auf der Scheibe des Halsschilds, an den Seiten hinter der Mitte sitzt bei vielen Arten je ein Seitenhöcker.
Ein weiteres recht typisches Merkmal sind die an den Seiten des Körpers hoch aufsteigenden Epimeren der Mittelbrust. Diese sind dann in Ansicht von oben zwischen den Halsschildhinterwinkeln und den Schultern der Flügeldecken zu sehen. Bei vielen Arten sind sie dichter beschuppt und dann recht auffällig.
Der Rüssel ist von unterschiedlicher Länge und Stärke, allerdings fast immer mehr 3 mal so lang wie breit, und nur selten länger als die halbe Körperlänge. In Ruhelage wird er auf die Vorderbrust zwischen die stets getrennten Vorderhüften eingelegt. Viele Arten haben dort einen sog. Rüsselkanal, der auch bis in die Mittelbrust reichen kann und an seinen Seiten und an seinem Ende scharfkantig begrenzt ist.
Die Fühler sind stets gekniet. Die Fühlergeißel kann 7-gliedrig oder 6-gliedrig sein. Die Augen sind auf der Kopfoberseite nicht auffällig genähert und bei den meisten Arten um ungefähr die Rüsselbreite voneinander getrennt.
Die Vorderschienen haben an ihrem äußeren Ende keinen deutlichen Dorn, höchstens an ihrem Innenwinkel. Die Schenkel können gezähnt oder ungezähnt sein. Die Klauen sind stets frei. In Ausnahmefällen (Gattung Mononychus) ist nur eine Klaue vorhanden. Bei vielen Arten hat jede Klaue an der Basis einen scharfen, gerade nach vorne ragenden Zahn.
Die kurzen, in der Regel nicht mehr als 1,5 mal so langen wie gemeinschaftlich breiten Flügeldecken tragen an den Seiten in der Nähe des Flügeldeckenabsturzes, meist ungefähr im Bereich des 6. bis 8. Zwischenraums, bei vielen Arten einen Kamm aus spitzen Tuberkeln, die sog. Präapikalhöcker. Bei einigen Arten ziehen sich diese Tuberkel als Raspelkörnchen auf den äußeren Zwischenräumen weiter nach vorne, bei einigen Arten sind auch alle Zwischenräume ausnahmslos geraspelt.
Die Färbung, Skulpturierung und die Behaarung bzw. Beschuppung des Körpers ist bei den einzelnen Arten sehr unterschiedlich.

## Biologie
Die Larven der Ceutorhynchinae entwickeln sich ausschließlich an lebenden Pflanzen. Meist trifft man auch die Imagines an ihrer Wirtspflanze. Hierbei sind einige Arten strikt monophag, andere oligophag. Insgesamt kommen Pflanzen aus mindestens 55 verschiedenen Familien als Wirtspflanzen vor, hierbei auch zahlreiche Arten, die durch giftige Alkaloide oder Glucosinolate geschützt sind, beispielsweise die Gattungen Allium, Papaver, oder zahlreiche Kreuzblütler. Letztere Familie stellt für nicht weniger als 400 verschiedene Arten der Ceutorhynchinae die Wirtspflanze.
Die Wirtspflanzen sind in der Regel krautige Pflanzen, nur bei wenigen Arten auch Laubgehölze. Befallen werden je nach Art die unterschiedlichsten Teile der Pflanzen: Ebenso wie Arten, bei denen die Larven ausschließlich, die Imagines meist in und an Wurzeln zu finden sind (beispielsweise verschiedene Arten der Gattung Rhinoncus), gibt es welche, bei denen die Larven in den Früchten leben, während die Imagines an den Blütenständen zu finden sind. Die Larven leben je nach Art frei oder in der Pflanze. In letzterem Fall können sie u. U. Deformationen wie z. B. Gallen bilden.
Häufig stellt man fest, dass innerhalb einzelner Gattungen oder Tribus ausschließlich Pflanzen bestimmter Familien oder Gattungen angenommen werden. Die Frage, inwieweit die Evolution der Ceutorhynchinen parallel zu der der Bedecktsamer bzw. bestimmter Gruppen dieser abgelaufen ist, ist im Detail aber schwierig zu beantworten, da in jedem Fall auch sekundäre Wirtswechsel vorgekommen sind, beispielsweise der der Gattung Paroxyonyx und verwandter Gattungen auf Ephedra (Meerträubel).
Aufgrund ihrer versteckten Lebensweise und ihrer Monophagie werden viele Arten meist nur durch das gezielte Absuchen der Wirtspflanzen gefunden, oder durch das Auszüchten aus entnommenen Proben der Wirtspflanzen.

## Wirtschaftliche Bedeutung
Zahlreiche Arten der Unterfamilie können als Schädlinge auftreten. Die folgende Auflistung von Beispielen ist nicht vollständig.
| Kohlschotenrüssler (Ceutorhynchus assimilis)   | Vor allem schädlich im Anbau von Raps, aber auch bei der Produktion von Samen von Kohl-Sorten.                                                                                   |
| Großer Rapsstängelrüssler (Ceutorhynchus napi) | Wird auf verschiedenen Kreuzblütler-Kulturen schädlich, insbesondere durch Missbildungen beim Winterraps.                                                                        |
| Oprohinus suturalis                            | Die Larven leben in den Blattscheiden oder im Inneren der röhrenförmig aufgerollten Blätter von Allium-Arten, wodurch die Art an Zwiebeln schädlich werden kann.                 |
| Mohnkapselrüssler (Neoglocianus maculaalba)    | Die Larven leben in den Kapseln von Mohngewächsen und können durch Fraß an Kulturen zur Samengewinnung schädlich werden.                                                         |
| Calosirus terminatus                           | Die Larven leben in Stängel und Wurzelhals verschiedener Doldenblütler und können beim Anbau dieser Pflanzen (z. B. Kümmel, Karotte, Sellerie oder Petersilie) schädlich werden. |

Insbesondere werden weitere Arten der Gattung Ceutorhynchus auf Kreuzblütler-Kulturen schädlich.
Umgekehrt wurden beispielsweise folgende Arten in fremde Länder eingeführt, um die Ausbreitung bestimmter Neophyten zu kontrollieren.
| Art                           | wohin                               | zu bekämpfende Pflanze                          |
| ----------------------------- | ----------------------------------- | ----------------------------------------------- |
| Trichosirocalus horridus agg. | Nordamerika, Australien, Neuseeland | Cirsium, Carduus, Onopordum                     |
| Microplontus edentulus        | Nordamerika                         | Geruchlose Kamille (Tripleurospermum inodorum)  |
| Hadroplontus litura           | Nordamerika                         | Acker-Kratzdistel (Cirsium arvense)             |
| Ceutorhynchus turbatus        | Nordamerika                         | Pfeilkresse (Lepidium draba)                    |
| Ceutorhynchus typhae          | Nordamerika                         | Hirtentäschel (Capsella bursa-pastoris)         |
| Mogulones cruciger            | Nordamerika                         | Gewöhnliche Hundszunge (Cynoglossum officinale) |

## Verbreitung
Die Ceutorhynchinae sind weltweit sowohl in den gemäßigten Breiten wie in den Tropen verbreitet. Verbreitungsschwerpunkt ist Europa und West-Asien. In Australien sind sie mit vergleichsweise wenigen Arten vertreten, die hauptsächlich von Neuguinea einstrahlen.

## Taxonomie

### Schreibung
In älteren Texten trifft man häufig auf die Schreibungen Ceuthorhynchinae oder Ceuthorrhynchinae. Beide sind falsch und werden heute nicht mehr verwendet.
Grund für die Verwirrung ist die Herleitung des Gattungsnamens Ceutorhynchus aus dem Griechischen von κεύθω (keutho), ich verberge, und ῤύγχος (rhynchos), Rüssel. Fehler bei der Transkription berechtigen aber nach den Nomenklaturregeln nicht, den wissenschaftlichen Namen eines Taxons zu korrigieren.

### Äußere Systematik
Die Arten dieser Gruppe wurden sehr lange als eigenständige Unterfamilie betrachtet und werden dies meist auch heute noch. Ihre Monophylie wird aufgrund ihrer recht homogenen Morphologie kaum angezweifelt. Phylogenetische Untersuchungen haben dies bestätigt, zumindest nachdem man die Verwandtschaftsgruppe um die Gattung Orobitis ausgegliedert hatte.
Ihr taxonomischer Status innerhalb der Familie wird aber zur Zeit kontrovers diskutiert. Einige Autoren, beispielsweise Alonso-Zarazaga setzen sie als Übertribus Ceutorhynchitae oder als Tribus Ceutorhynchini in die Unterfamilie Conoderinae. Andere Autoren, beispielsweise Marvaldi & Lanteri oder Kuschel als Tribus Ceutorhynchini in die Unterfamilie Curculioninae. Grund ist, dass sie bei kladistischen Untersuchungen zwar als zusammenhängender Zweig auftreten, dieser aber seinen Ursprung nicht selten zwischen den Zweigen einer anderen Unterfamilie hat.

### Innere Systematik
Die am frühesten beschriebenen Arten der Unterfamilie wurden in der Gattung Curculio beschrieben, beispielsweise der Kohlschotenrüssler (Ceutorhynchus assimilis) als Curculio assimilis. In der Folgezeit wurde immer mehr zur Unterfamilie gehörende Gattungen beschrieben.
Ein Problem blieben allerdings die Käfer des Tribus Ceutorhynchini, von denen die meisten in der Gattung Ceutorhynchus beschrieben wurden. Diese wurde durch die sehr zahlreichen Neubeschreibungen sehr groß, und man hat schon früh versucht, sie in Untergattungen aufzugliedern. Da aber viele der abgeleiteten Merkmale, beispielsweise die Ausbildung eines scharfen Rüsselkanals, die Zähnung von Schenkeln oder Klauen, die Beschuppung etc., in der Unterfamilie offenbar mehrmals unabhängig voneinander entstanden sind, ist diese Aufgliederung schwierig und muss durch sorgfältigen Vergleich der Gesamtheit aller Merkmale erfolgen. Dies wiederum ist nur bei denjenigen Arten möglich, bei denen dem Bearbeiter Belegexemplare vorliegen, so dass viele Arten, bei denen dies nicht der Fall, bis auf weiteres in der Gattung Ceutorhynchus verbleiben.
Dieser Prozess der Aufgliederung der Unterfamilie ist immer noch nicht abgeschlossen, wie deutlich wird, wenn man sich die Daten der Erstbeschreibungen in der Liste unten ansieht.
Zur Zeit teilt man die Unterfamilie in 9 Tribus mit gut 130 Gattungen auf. Die folgende Zusammenstellungen der Tribus und der Gattungen der Gruppe folgt Alonson-Zarazaga & Lyal (1999). Auf den Versuch einer Einteilung in Subtribus wurde hier verzichtet.
- - Allosirocalus Colonnelli, 1983
  - Amalorrhynchus Reitter, 1913
  - Amalus Schönherr, 1825
  - Amicroplontus Colonnelli, 1984
  - Barioxyonyx Hustache, 1931
  - Bohemanius Schultze, 1898
  - Boragosirocalus Dieckmann, 1975
  - Calosirus Thomson, 1859
  - Cardipennis Korotyaev, 1980
  - Ceutorhynchoides Colonnelli, 1979
  - Ceutorhynchus Germar, 1824
  - Coeliastes Weise, 1883
  - Coeliodes Schönherr, 1837
  - Coeliodinus Dieckmann, 1972
  - Conocoeliodes Korotyaev, 1996
  - Datonychidius Korotyaev, 1997
  - Datonychus Wagner, 1944
  - Dieckmanianus Colonnelli, 1987
  - Drupenatus Reitter, 1913
  - Ectamnogaster Schultze, 1903
  - Eremonyx Peyerimhoff, 1927
  - Ericomicrelus Colonnelli, 1984
  - Ethelcus Reitter, 1916
  - Eucoeliodes Smreczynski, 1974
  - Euoxyonyx Korotyaev, 1982
  - Exocoeliodes Colonnelli, 1984
  - Fossoronyx Korotyaev, 1982
  - Glocianus Reitter, 1916
  - Hadroplontus Thomson, 1859
  - Hemioxyonyx Korotyaev, 1982
  - Heorhynchus Korotyaev, 1999
  - Hesperorrhynchus Peyerimhoff, 1926
  - Indicoplontus Colonnelli, 1984
  - Indozacladus Colonnelli, 1984
  - Isorhynchus Schönherr, 1833
  - Macrosquamonyx Korotyaev, 1982
  - Mesoxyonyx Korotyaev, 1997
  - Micrelus Thomson, 1859
  - Microplontus Wagner, 1944
  - Mogulones Reitter, 1916
  - Mogulonoides Colonnelli, 1986
  - Nedyus Schönherr, 1825
  - Neocoeliodes Colonnelli, 1984
  - Neoglocianus Dieckmann, 1972
  - Neoxyonyx Hoffmann, 1930
  - Neozacladus Bajtenov, 1981
  - Notoxyonyx Colonnelli, 1995
  - Odontocoeliodes Colonnelli, 1979
  - Oprohinus Reitter, 1916
  - Oxyonyx Faust, 1885
  - Paracoeliodes Colonnelli, 1979
  - Parethelcus Wagner, 1943
  - Paroxyonyx Hustache, 1931
  - Perioxyonyx Hustache, 1931
  - Phoeniconyx Korotyaev, 1997
  - Phrydiuchus Gozis, 1885
  - Platygasteronyx Reitter, 1913
  - Platypteronyx Korotyaev, 1982
  - Poophagus Schönherr, 1837
  - Prisistus Reitter, 1916
  - Pseudocoeliodes Hoffmann, 1957
  - Pseudoxyonx Hoffmann, 1957
  - Rileyonymus Dietz, 1896
  - Sinocolus Korotyaev, 1996
  - Sirocalodes Voss, 1958
  - Stenocarus Thomson, 1859
  - Suboxyonyx Hoffmann, 1957
  - Tapeinotus Schönherr, 1826
  - Tatyania Korotyaev, 1987
  - Thamiocolus Thomson, 1859
  - Theodorinus Korotyaev, 1982
  - Tibetiellus Korotyaev, 1980
  - Trachelanthus Korotyaev, 1980
  - Trichocoeliodes Colonnelli, 1979
  - Trichosirocalus Colonnelli, 1979
  - Wagnerinus Korotyaev, 1980
  - Zacladus Reitter, 1913

- - Acanthoscelidius Hustache, 1930
  - Augustinus Korotyaev, 1981
  - Auleutes Dietz, 1896
  - Cnemogonus LeConte, 1876
  - Craponius LeConte, 1876
  - Cyphauleutes Korotyaev, 1992
  - Dietziella Champion, 1907
  - Hypocoeliodes Faust, 1896
  - Metamerus Kuschel, 1955
  - Orchestomerus Dietz, 1896
  - Panophthalmus Buchanan, 1936
  - Pelenosomus Dietz, 1896
  - Perigaster Dietz, 1896
  - Phytobiomorphus Wagner, 1937
  - Sinauleutes Korotyaev, 1996

- - Aoxyonyx Hustache, 1956
  - Cyphosenus Schultze, 1899
  - Egriodes Marshall, 1935
  - Egrius Pascoe, 1865
  - Hovanegrius Hustache, 1956
  - Hypegrius Colonnelli, 1984
  - Oxyonyxus Hoffmann, 1957
  - Synegrius Colonnelli, 1984

- - Anthypurinus Colonnelli, 1979
  - Aphytobius Wagner, 1937
  - Cyphohypurus Korotyaev, 1989
  - Hypohypurus Hustache, 1920
  - Hypurus Rey, 1882
  - Indohypurus Korotyaev, 1981
  - Megahypurus Korotyaev, 1989
  - Neohypurus Bajtenov, 1974
  - Neoplatygaster Wagner, 1941
  - Oreorrhynchaeus Otto, 1894
  - Pericartius Hoffmann, 1968
  - Pseudophytobius Desbrochers, 1884

- - Lioxyonyx Hustache, 1933
  - Oplitoxyonyx Colonnelli, 1984
  - Tricholioxyonyx Colonnelli, 1994

- - Belonnotus Schultze, 1899
  - Coeliosomus Motschulsky, 1858
  - Cysmemoderes Colonnelli, 1992
  - Mecysmoderes Schönherr, 1837
  - Xenysmoderes Colonnelli, 1992

- - Mononychites Haupt, 1956
  - Mononychus Germar, 1824

- - Eubrychius Thomson, 1859
  - Euhrychiopsis Dietz, 1896
  - Marmaropus Schönherr, 1837
  - Neophytobius Wagner, 1936
  - Pelenomus Thomson, 1859
  - Phytobius Schönherr, 1833
  - Rhinoncomimus Wagner, 1940
  - Rhinoncus Schönherr, 1825

- - Acallodes LeConte, 1876
  - Brachiodontus Schultze, 1897
  - Homorosoma Frivaldszky, 1894
  - Rutidosoma Stephens, 1831
  - Scleropteroides Colonnelli, 1979
  - Scleropterus Schönherr, 1825